# Cortinarius multiformis
Cortinarius multiformis (Elias Magnus Fries, 1818 ex Elias Magnus Fries, 1838) din încrengătura Basidiomycota, în familia Cortinariaceae și degenul Cortinarius, este o ciupercă comestibilă frecvent întâlnită care coabitează, fiind un simbiont micoriza (formează micorize pe rădăcinile arborilor). Un nume popular nu este cunoscut. În România, Basarabia și Bucovina de Nord se dezvoltă de la câmpie la munte în grupuri, adesea în mase. Astăzi, specia este considerată bine stabilită și tipică pădurilor de molid acide. O specie vecină strâns înrudită care este mai palidă în toate părțile, apărând sub fagi, este Cortinarius talus. Timpul apariției este din (iulie) august până în noiembrie.

## Taxonomie

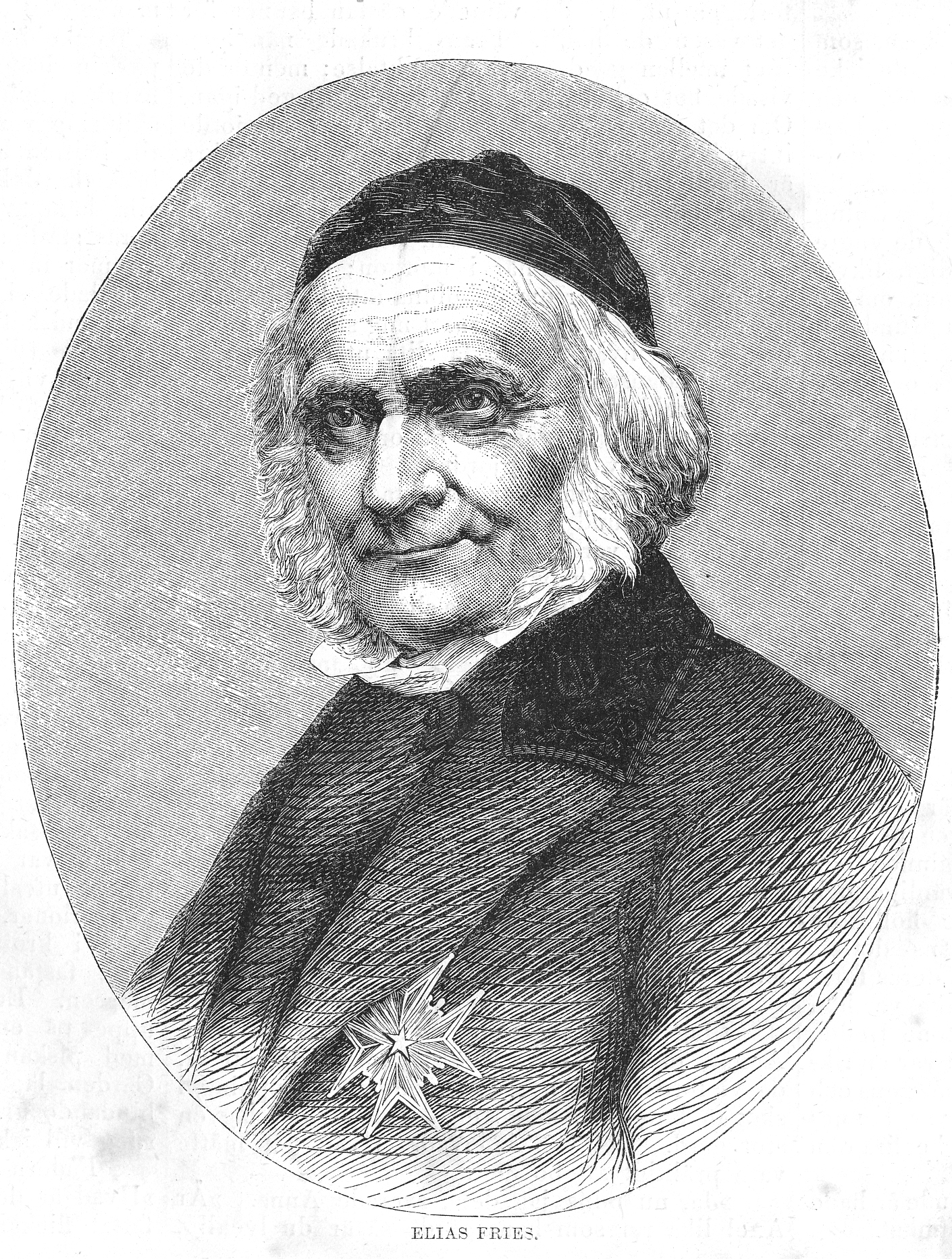
Elias Fries

Specia a fost descrisă pentru prima dată drept Agaricus ferruginascens de omul de știință german August Batsch în volumul 3 al trilogiei sale Elenchus Fungorum latine et germanice din 1789,, dar numele binomial hotărât este Agaricus multiformis, determinat de faimosul savant suedez Elias Magnus Fries în volumul 2 al operei sale Observationes mycologicae din 1818.
Apoi, în 1838, Fries însuși a transferat specia la genul Cortinarius sub păstrarea epitetului, de verificat în cartea sa Epicrisis systematis mycologici, seu synopsis hymenomycetum, fiind și numele curent valabil (2022). 
Toate celelalte încercări de redenumire, sunt de asemenea acceptate, dar pot fi neglijate cu excepția variațiilor (vezi infocaseta). 
Epitetul specific este derivat din cuvintele latine (latină multus=mult, numeros), și (latină forma=contură, formă, figură), datorită aspectului diferit în timpul evoluției a ciupercii.

## Descriere

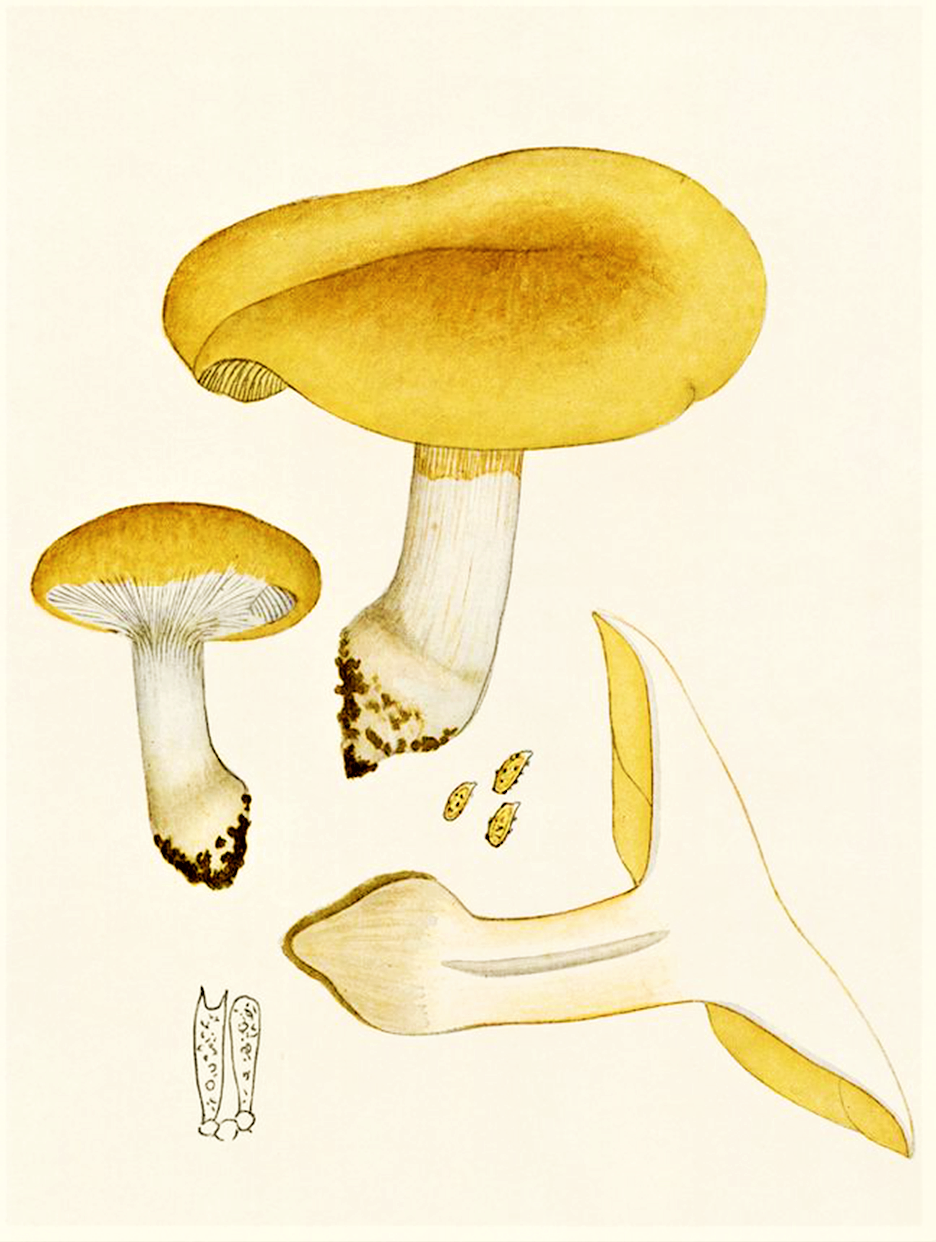
Bres.: Cortinarius multiformis

- Pălăria: fermă și cărnoasă cu un diametru între 4-9 (11)  cm este la început boltită emisferic cu marginile nestriate răsucite înspre interior, adesea mai mică decât baza bulboasă, dar se întinde apoi, rămânând de obicei frumos convexă pentru mult timp. De abia la bătrânețe devine neregulat ondulată cu marginile răsucite în sus. Cuticula netedă este doar în tinerețe brumată argintiu de resturi ale vălului parțial, fiind uscată până puțin lipicioasă, la umezeală chiar slinoasă. Coloritul galben-auriu până ocru-gălbui sau palid ocru-maroniu devine cu avansarea în vârstă mai închis, ca și în centru.
- Lamelele: sunt dese, subțiri și intercalate cu lameluțe de lungime diferită precum aderate ușor bombat la picior, fiind învăluite la început de o cortină formată din fibre foarte fine ca păienjeniș de culoare albă, fragment al vălului parțial. Muchiile sunt fin zimțate. Coloritul inițial albicios, schimbă cu timpul peste gri-albicios, cenușiu în ocru-roșiatic, devenind la bătrânețe ruginiu până brun-roșiatic.
- Piciorul:  de 7-10 cm lungime și 1,5- 2 (2,5) cm grosime este tare și gros, plin, mai târziu tubular gol pe dinăuntru cu inițial un bulb pronunțat la bază, purtând o bordură bătătoare la ochi. După ce tija se întinde cu avansarea în vârstă, bulbul dispare, astfel piciorul este la bătrânețe doar de aspect îngroșat. Coloritul în tinerețe alb-mătăsos capătă mai târziu pete sau striații ocru-maronii, baza fiind brumată albicios. Nu poartă un inel.
- Carnea: cărnoasă și compactă ce nu se decolorează după tăiere este albă, în picior și sub cuticulă gălbuie, având un miros amintind de miere și un gust plăcut, slab dulcișor.[4][5][6]
- Caracteristici microscopice: are spori gălbui, sub-elipsoidali, în formă de migdale cu un apicol, punctați cu puțini veruci negri, măsurând 8-9 x (5) 5-6 microni. Pulberea are un colorit brun de scorțișoară. Basidiile clavate cu 4 sterigme fiecare au o dimensiune de 25-35 x 7-8 microni și prezintă cleme. Cistidele (elemente sterile situate în stratul himenal sau printre celulele din pielița pălăriei și a piciorului, probabil cu rol de excreție) de mărime asemănătoare și tot cu cleme, au forma de măciucă cu vârfuri rotunjite.[12]
- Reacții chimice: cuticula se decolorează cu hidroxid de potasiu brun-purpuriu.[13]

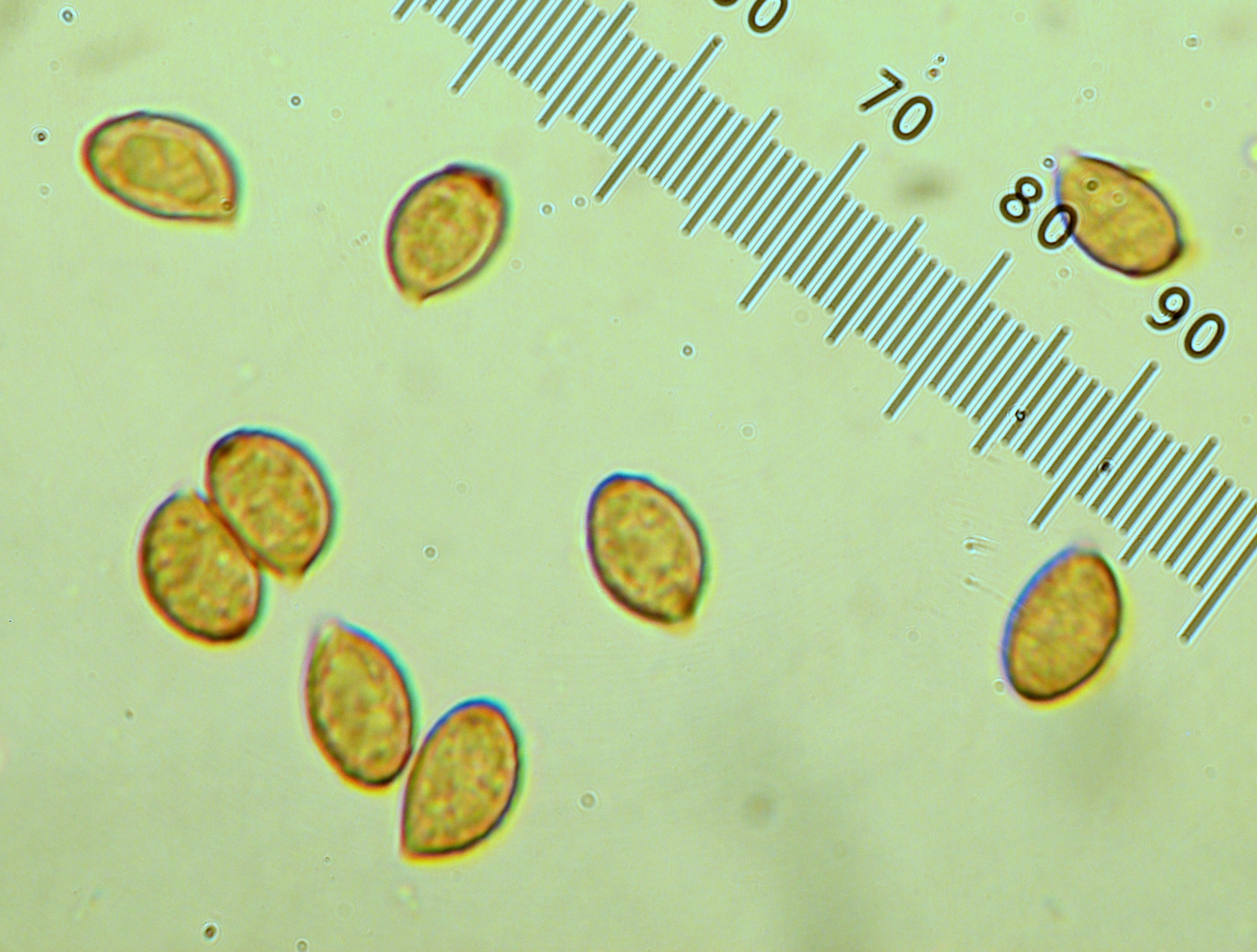
C. multiformis, spori
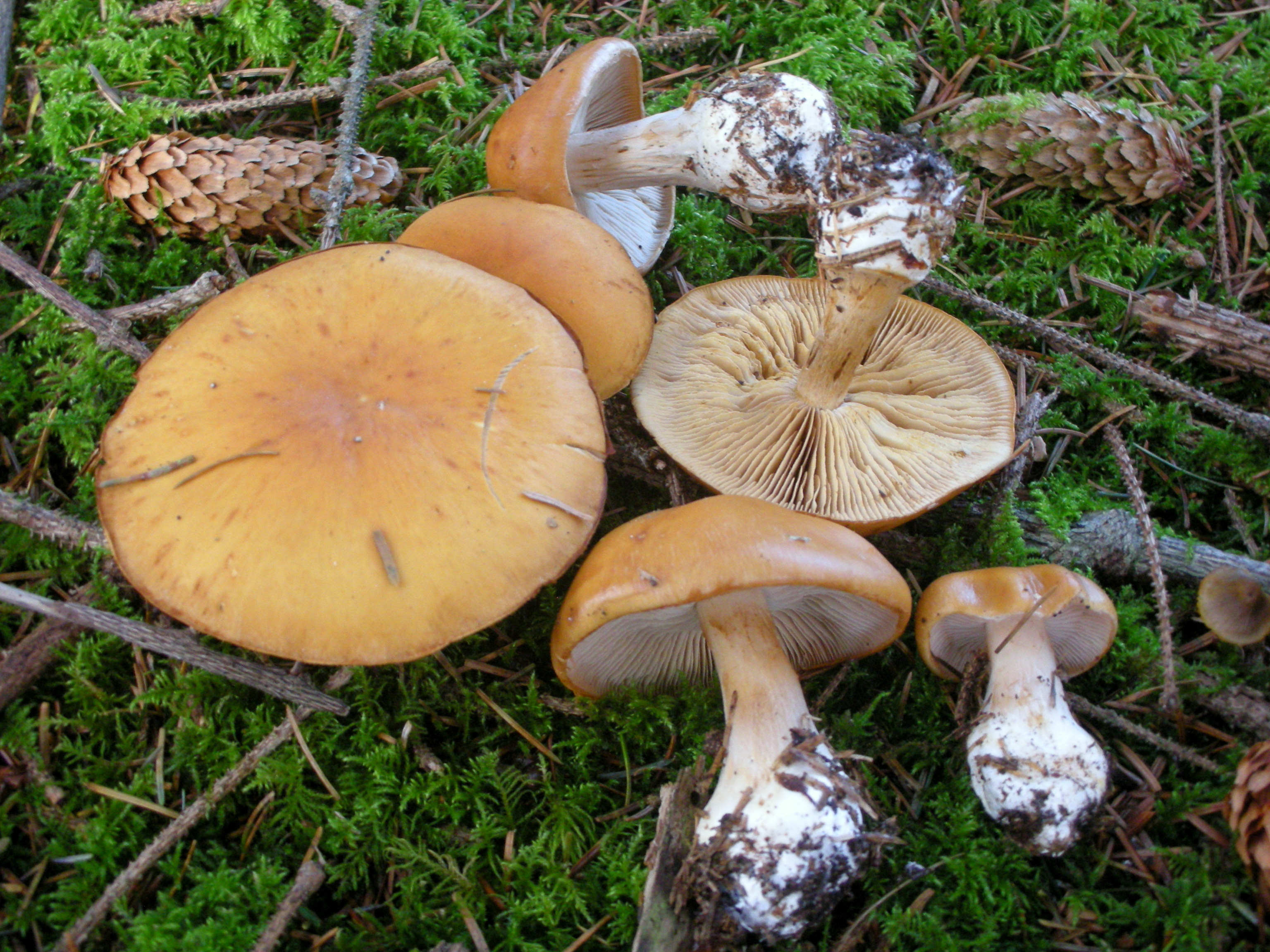
C. multiformis, pălărie, lamele și picior
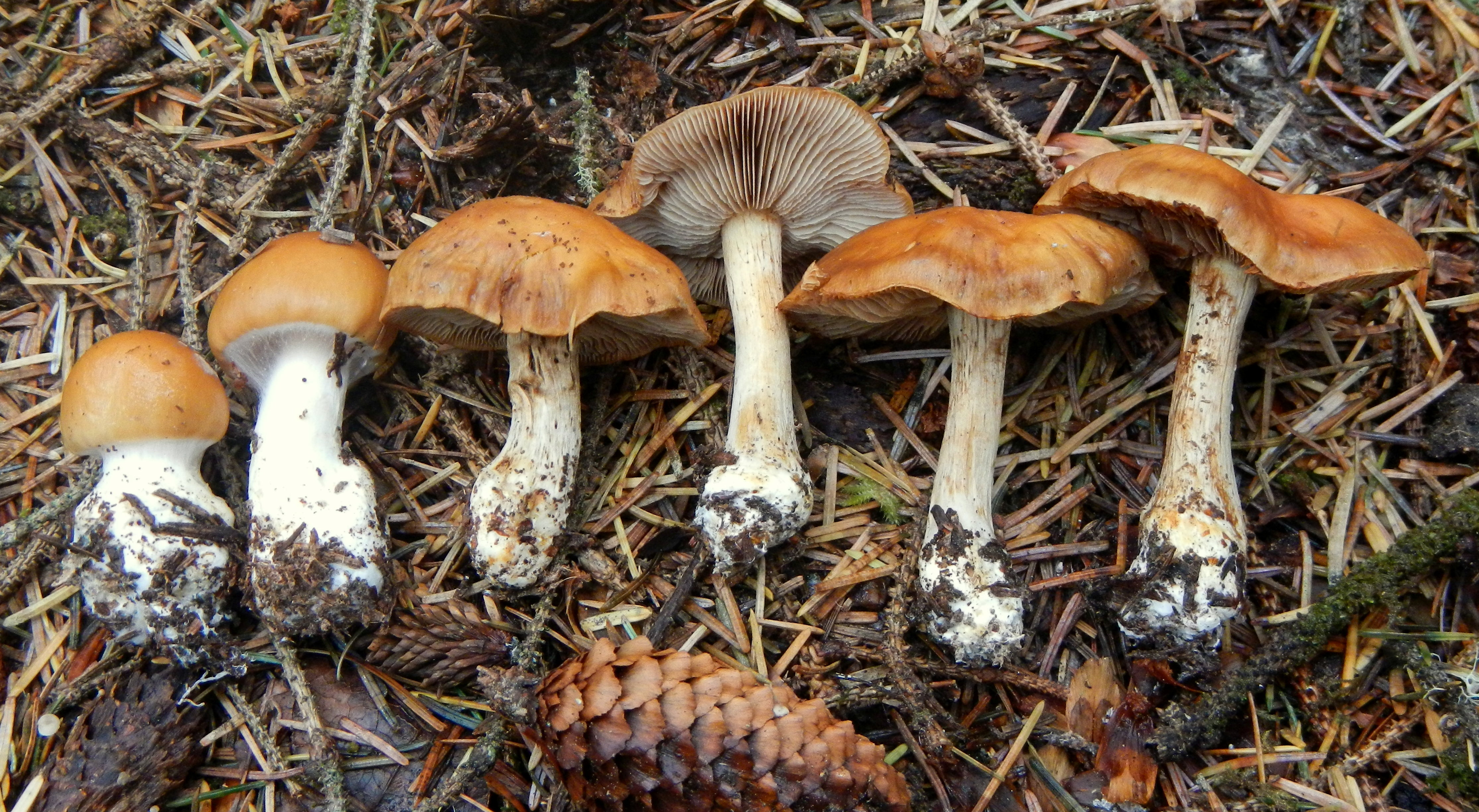
C. multiformis, diverse stadii de evoluție

## Confuzii
Următoarele ciuperci au o asemănare uneori frapantă:
| - Cortinarius allutus (comestibil), - Cortinarius balaustinus (comestibil), - Cortinarius bivelus (necomestibil), - Cortinarius callisteus (otrăvitor) - Cortinarius claricolor (comestibil) - Cortinarius collinitus (comestibil) - Cortinarius cotoneus (otrăvitor), - Cortinarius elatior (comestibil), - Cortinarius elegantior, (comestibil) - Cortinarius delibutus (comestibil) - Cortinarius elegantissimus (otrăvitor), - Cortinarius fluminoides (comestibil, lamele de culoarea lutului deschis, apoi maronii, pălăria colorată ocru închis) - Cortinarius herbarum (comestibil, lamele de colorit crem-albui apoi ocru și pălărie de culoare albă) - Cortinarius livido-ochraceus (comestibil), - Cortinarius mucifluus (comestibil), | - Cortinarius mucosus (comestibil), - Cortinarius odorifer (comestibil, cu un miros de anason) - Cortinarius percomis (comestibil), - Cortinarius rubicundulus (otrăvitor, lamele ocru, bătrâne brun de scorțișoară, carnea colorându-se după tăietură imediat galben, apoi maro, gust și miros ușor de ridichi) - Cortinarius scaurus (necomestibil), - Cortinarius sebaceus (comestibil, lamele inițial albicioase, apoi de colorit ocru până la maroniu deschis și picior alb-mătăsos) - Cortinarius spilomeus, (necomestibil), - Cortinarius stillatitius (comestibil), - Cortinarius talus (comestibil), - Cortinarius turmalis (necomestibil), - Cortinarius variicolor (comestibil, de calitate scăzută) - Cortinarius varius (comestibil) - Cortinarius venetus (otrăvitor) - Cortinarius vibratilis (necomestibil) |  |

Câteodată soiul se confundă cu unele specii ale genului Hebeloma,  cu toate necomestibile prin gustul și/sau mirosul lor nepotrivit, ca de exemplu cu Hebeloma laterinum sin. Hebeloma edurum (pălărie crem până ocru-maronie cu tonuri roșiatice, lamele la început albicioase, apoi maronii și picior albicios-ocru.

## Specii de ciuperci asemănătoare în imagini

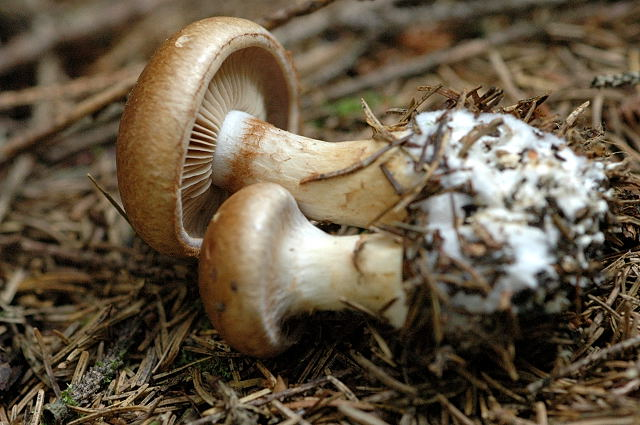
Cortinarius.allutus
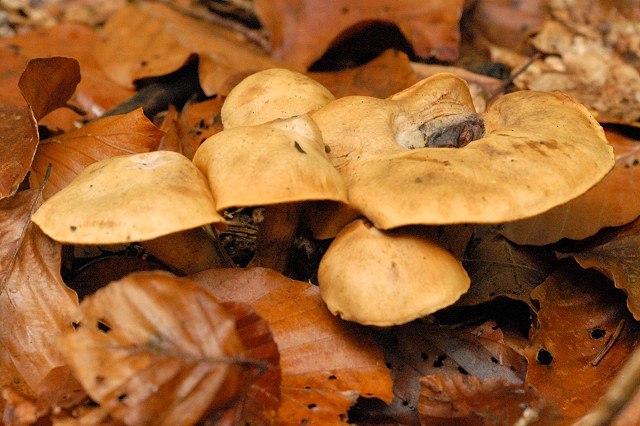
Cortinarius balaustinus
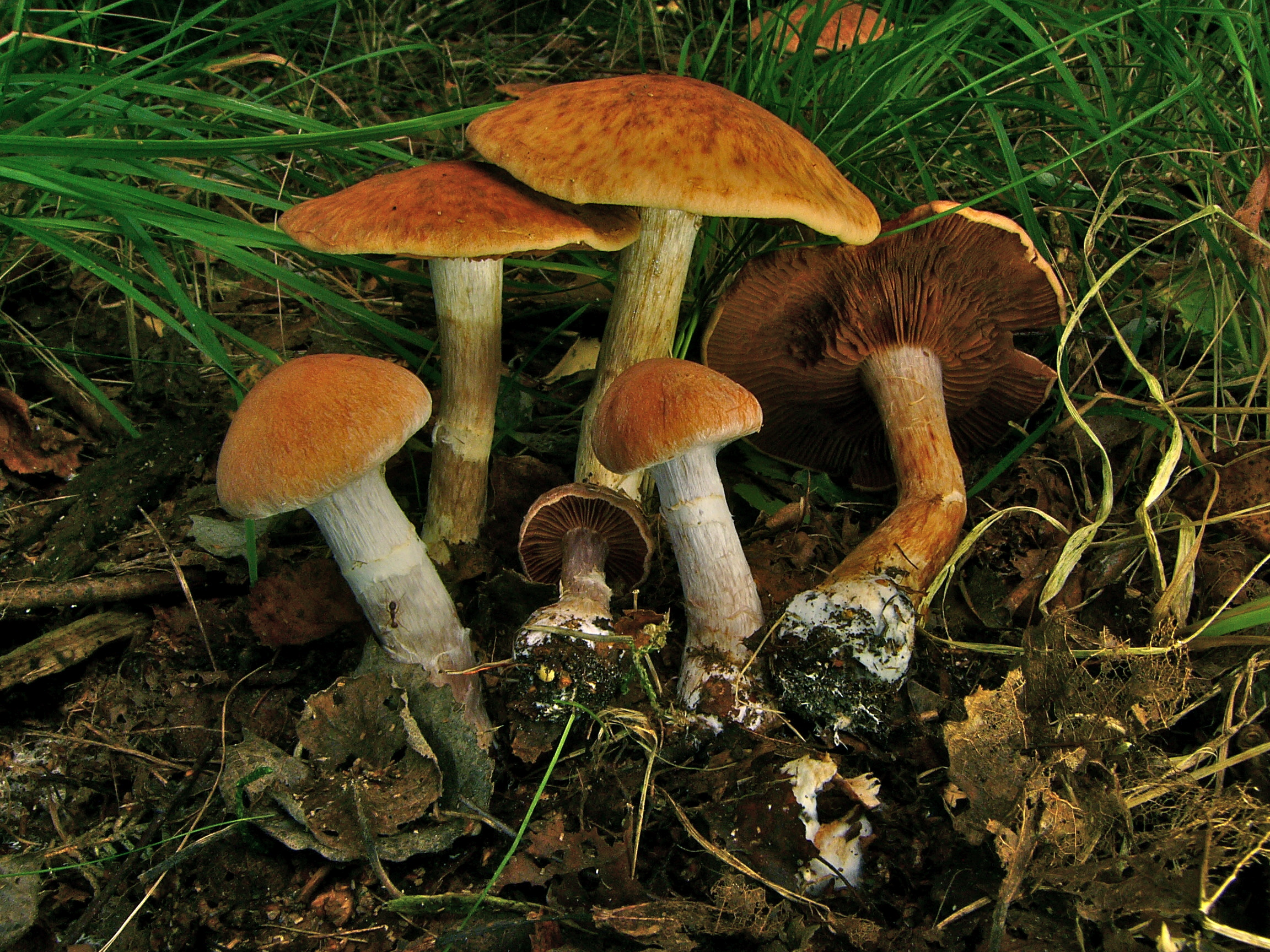
!Cortinarius bivelus!
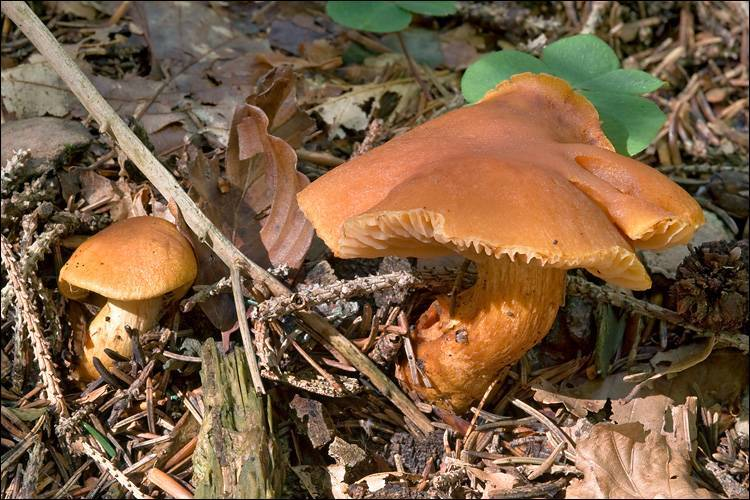
!!Cortinarius callisteus!!
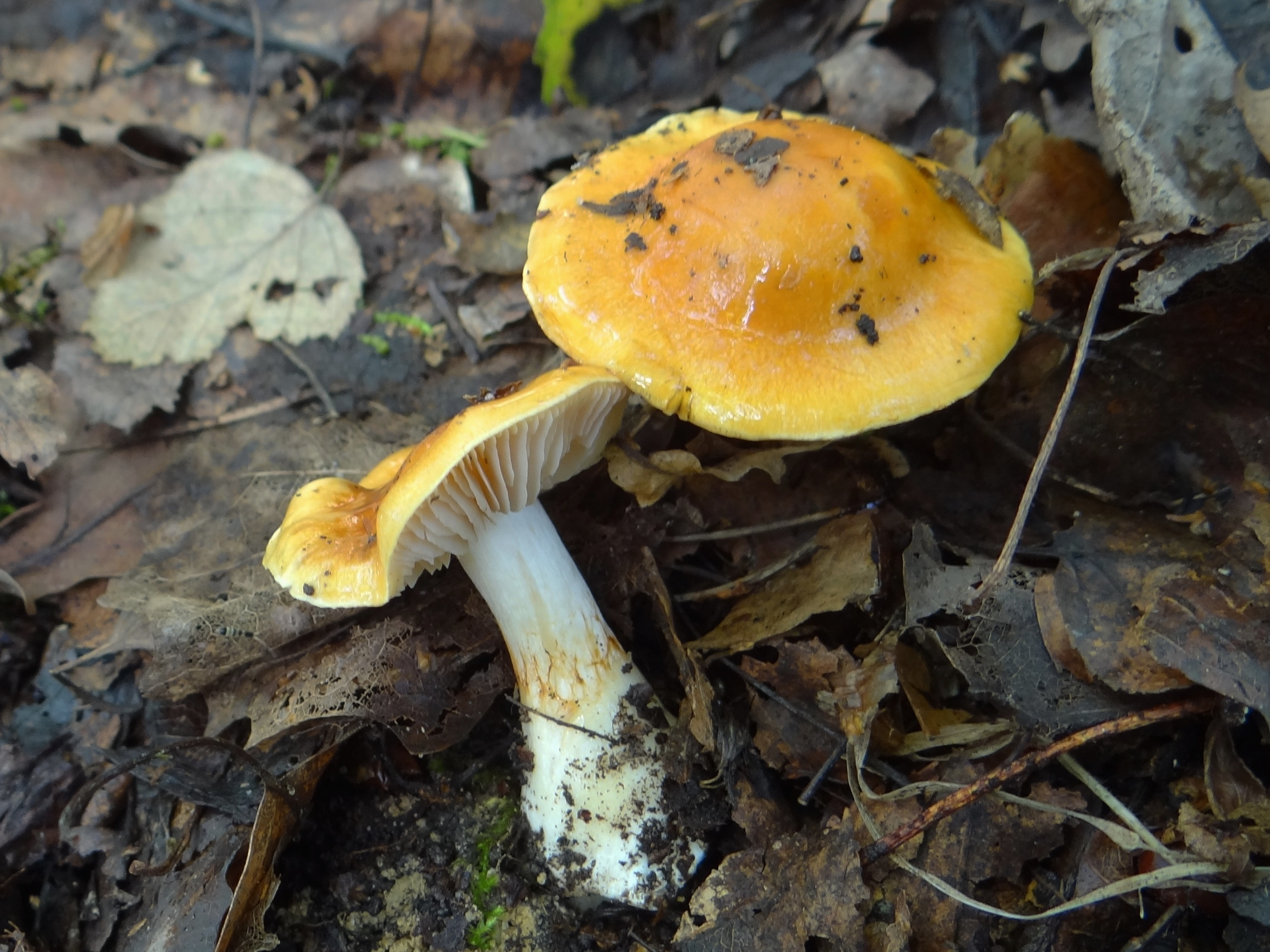
Cortinarius claricolor
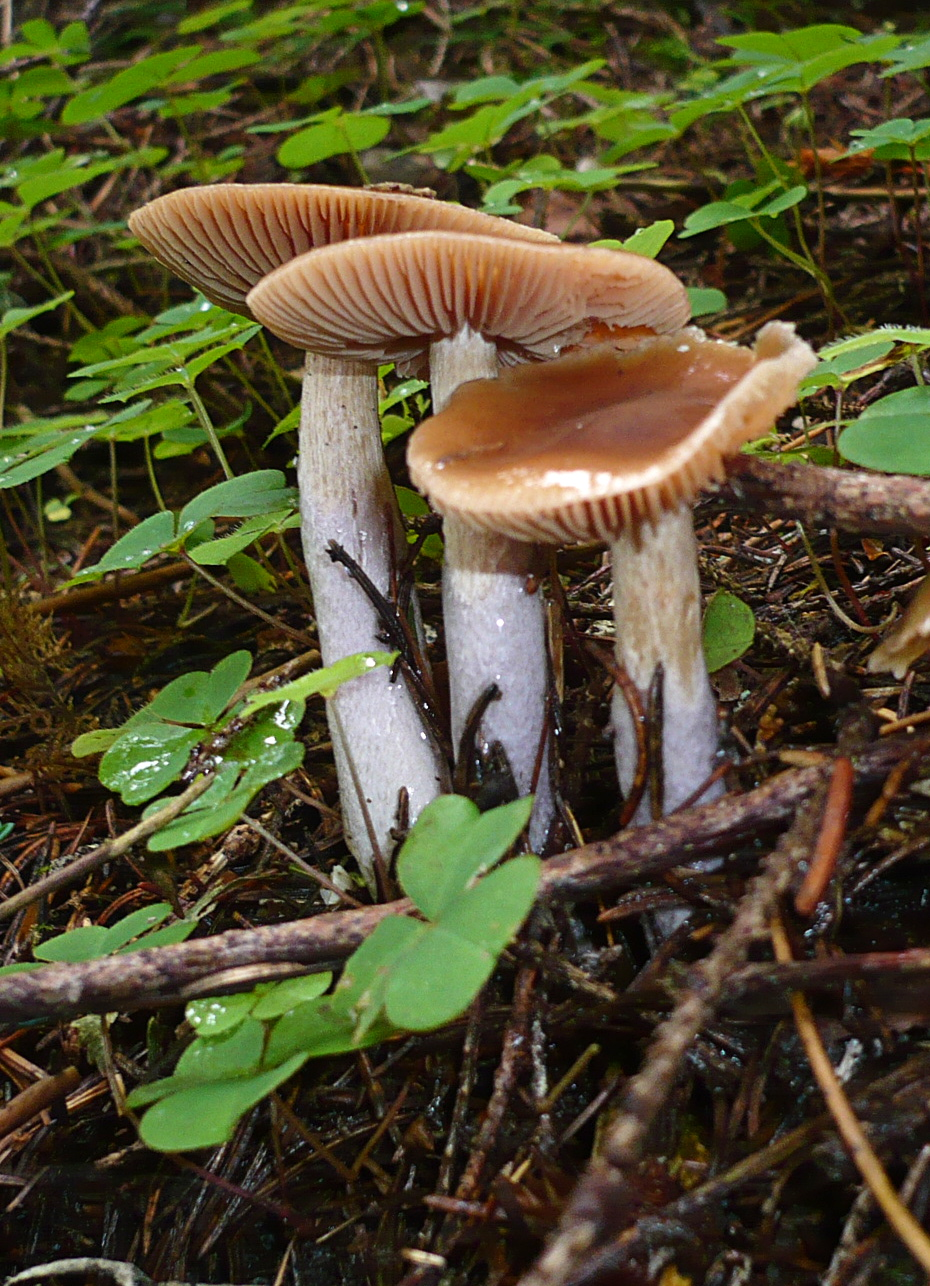
Cortinarius collinitus

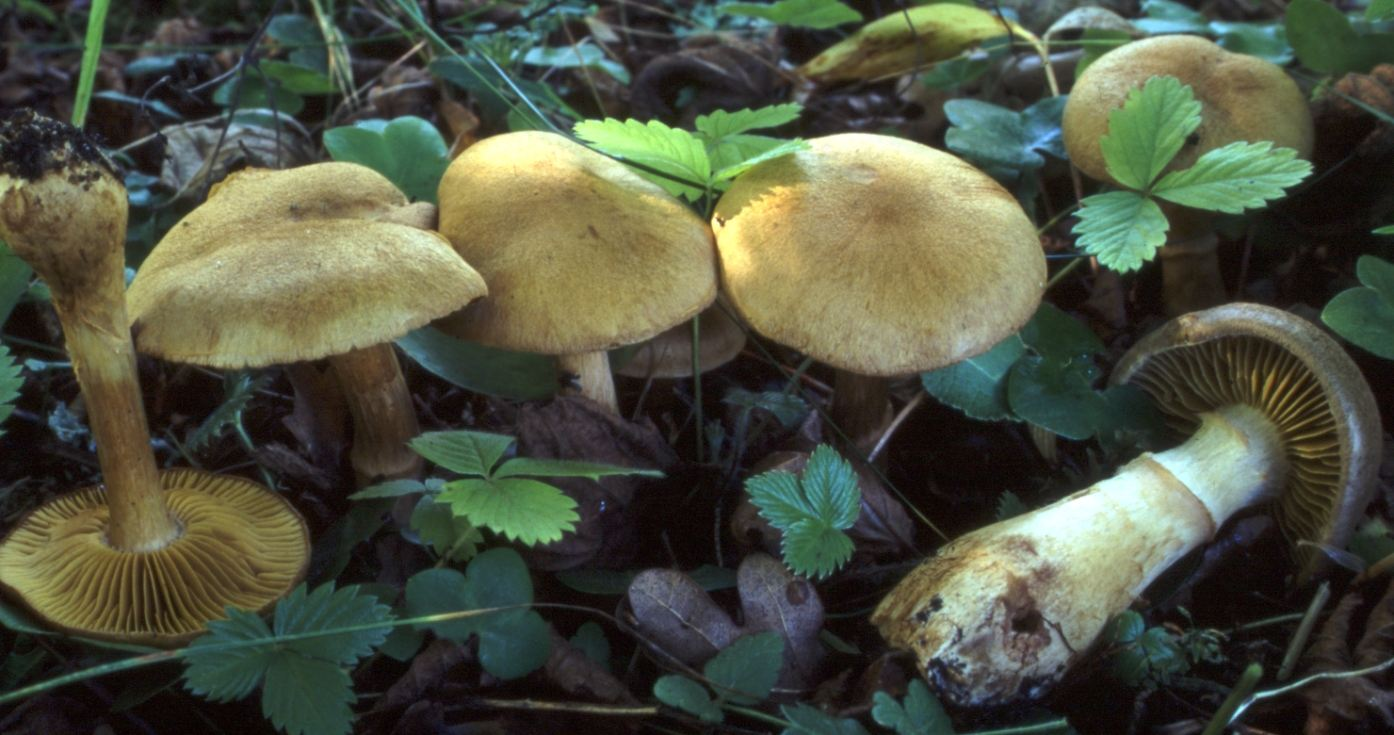
!!Cortinarius cotoneus!!
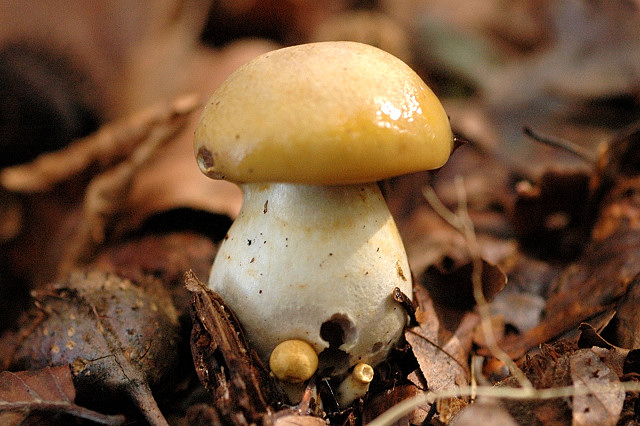
Cortinarius delibutus
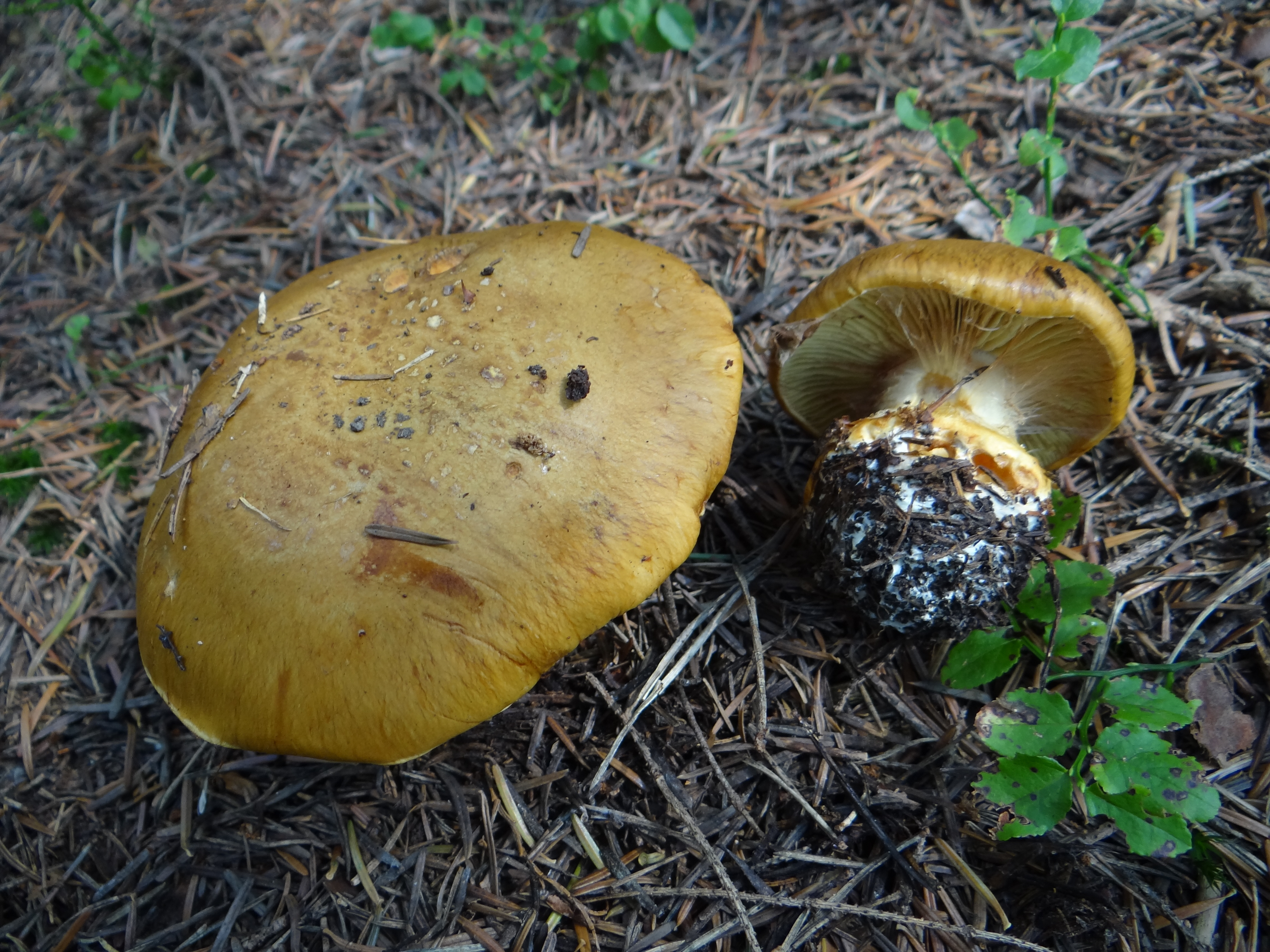
Cortinarius elegantior
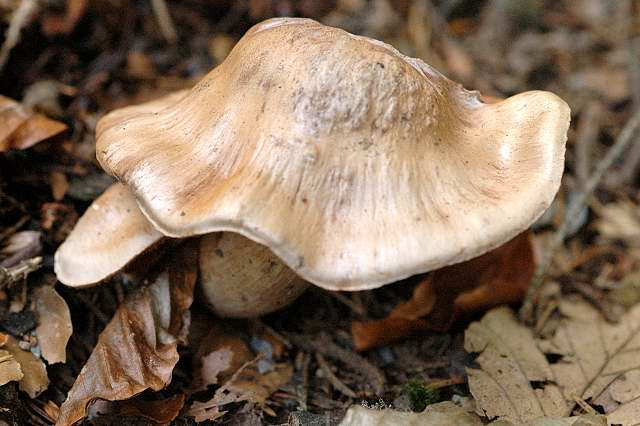
Cortinarius livido-ochraceus
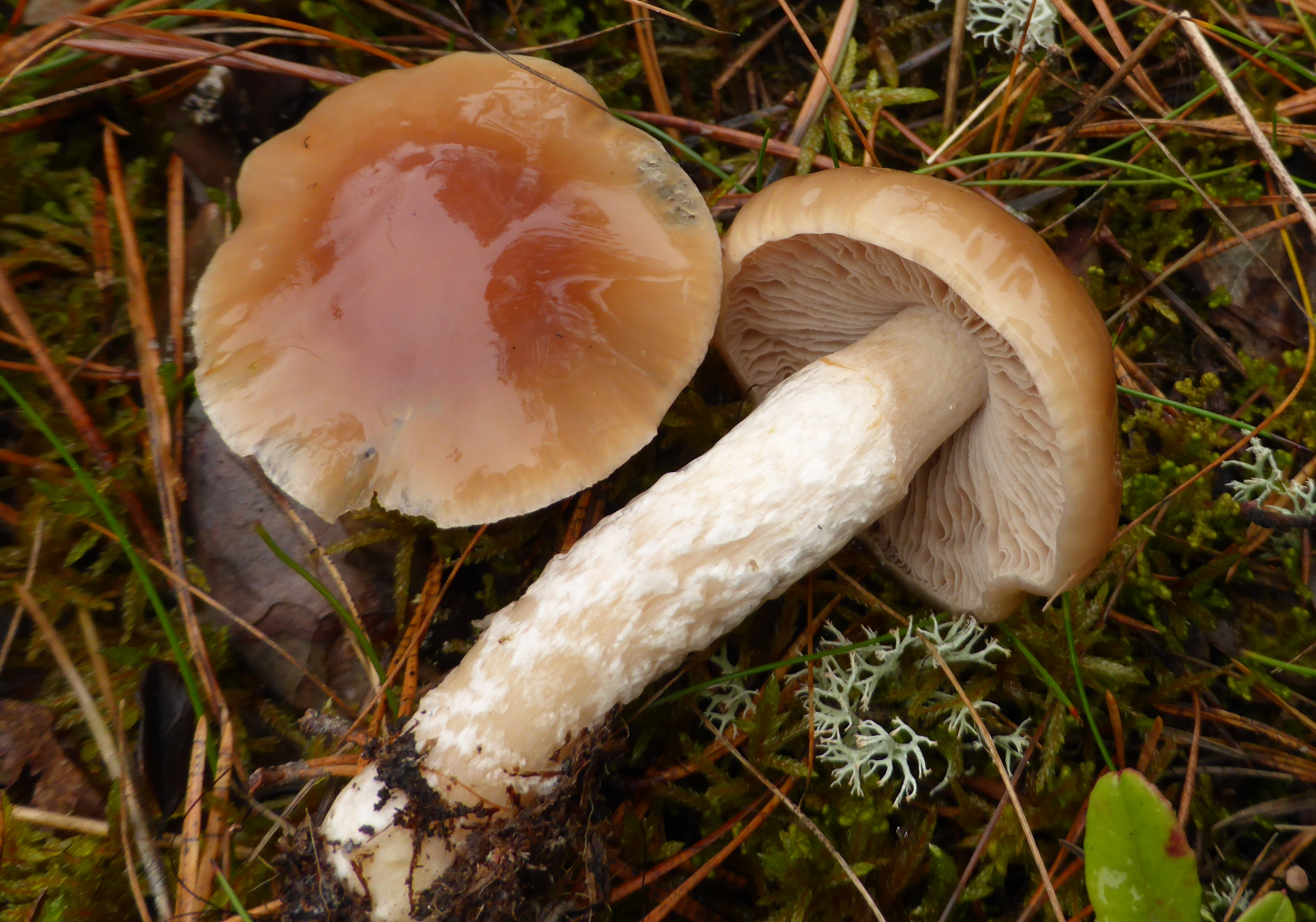
Cortinarius mucifluus
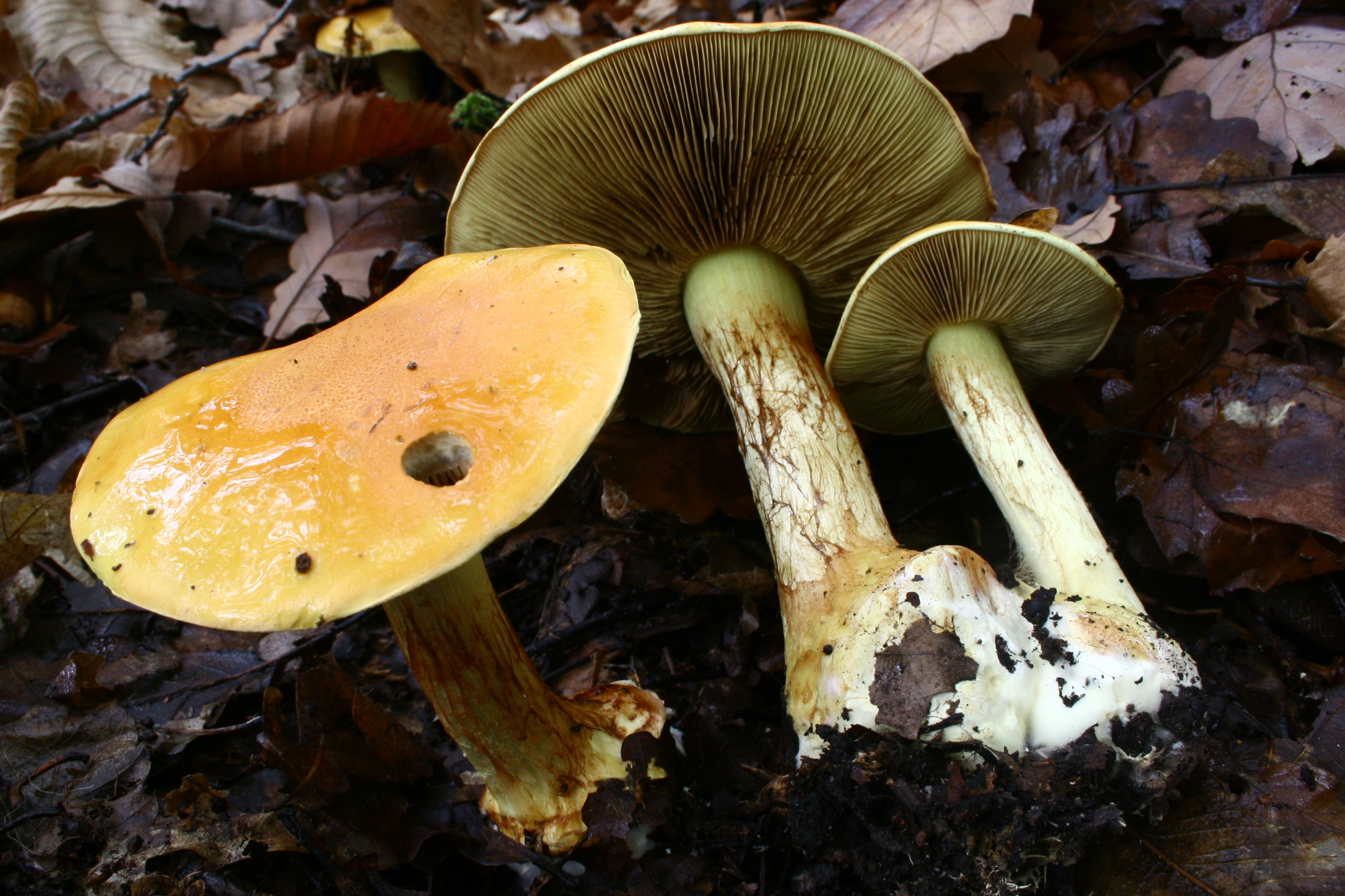
!!Cortinarius elegantissimus!!

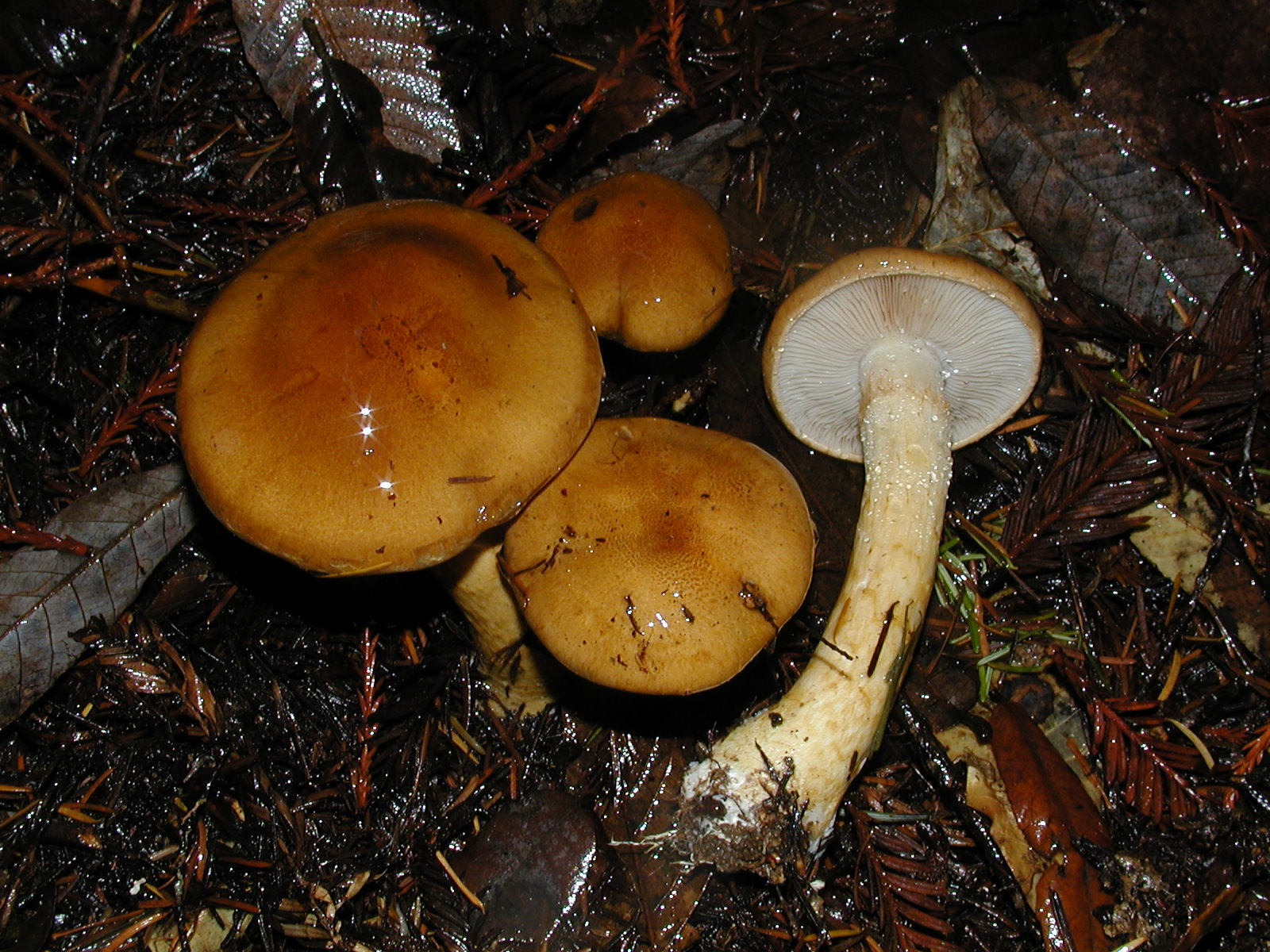
Cortinarius mucosus
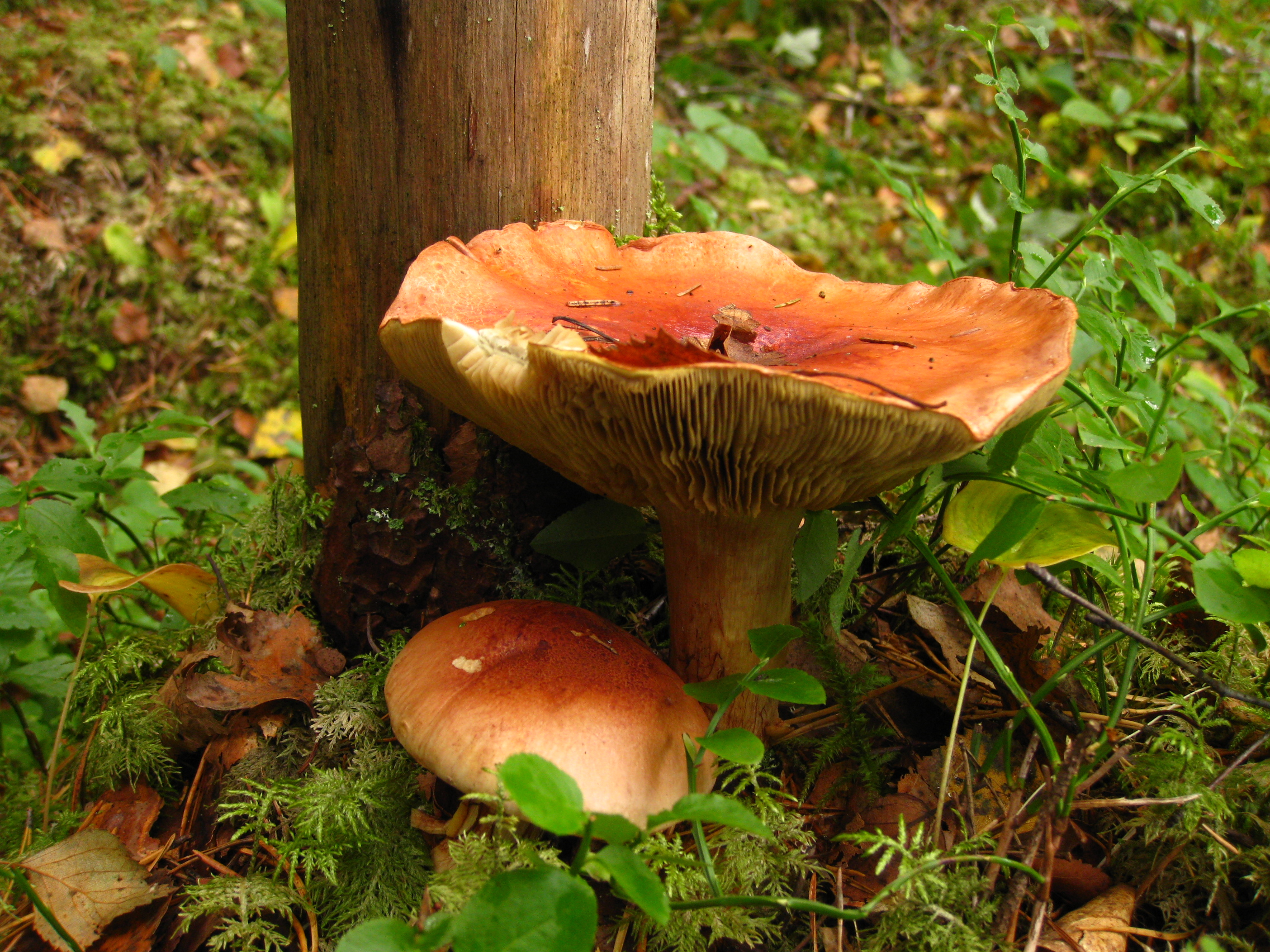
Cortinarius odorifer
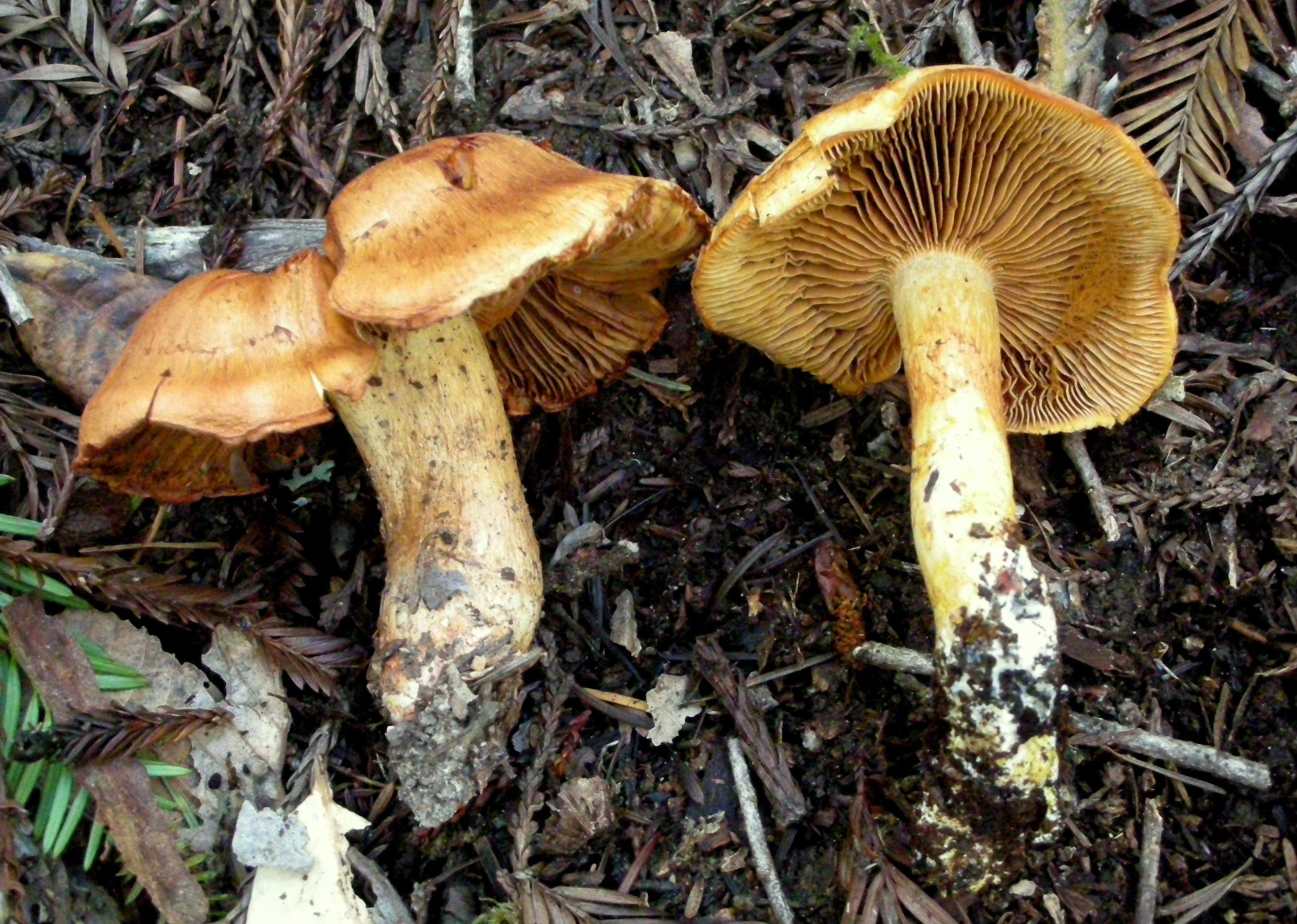
!!Cortinarius rubicundulus!!
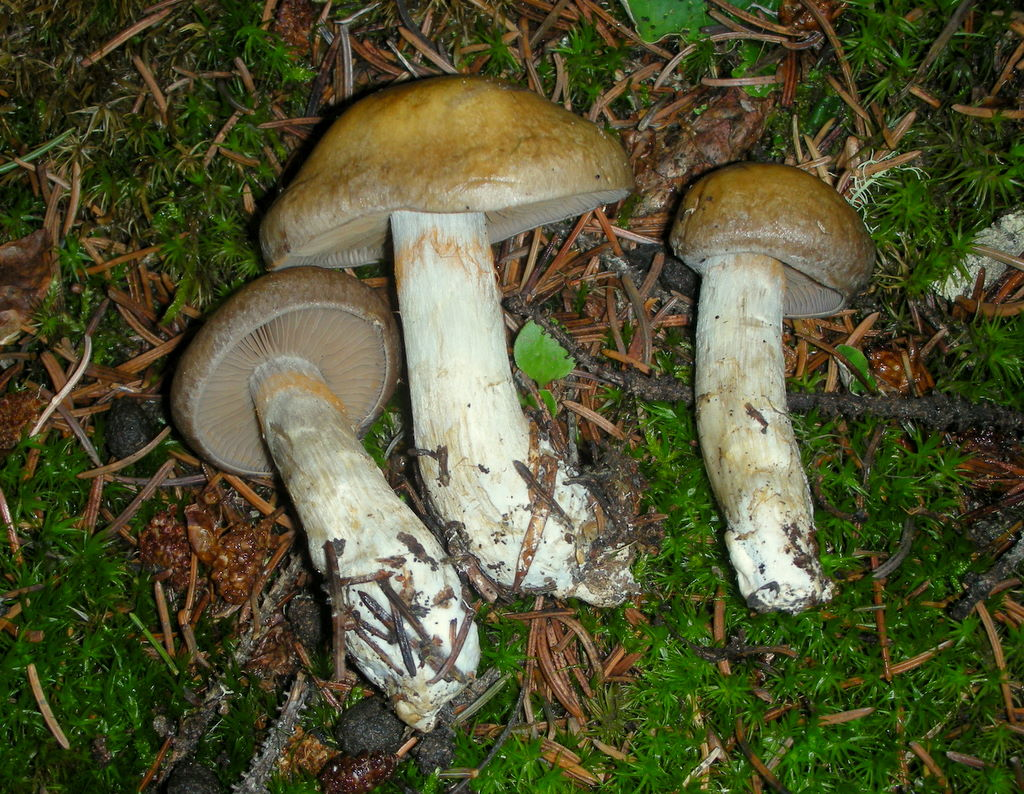
!Cortinarius scaurus!
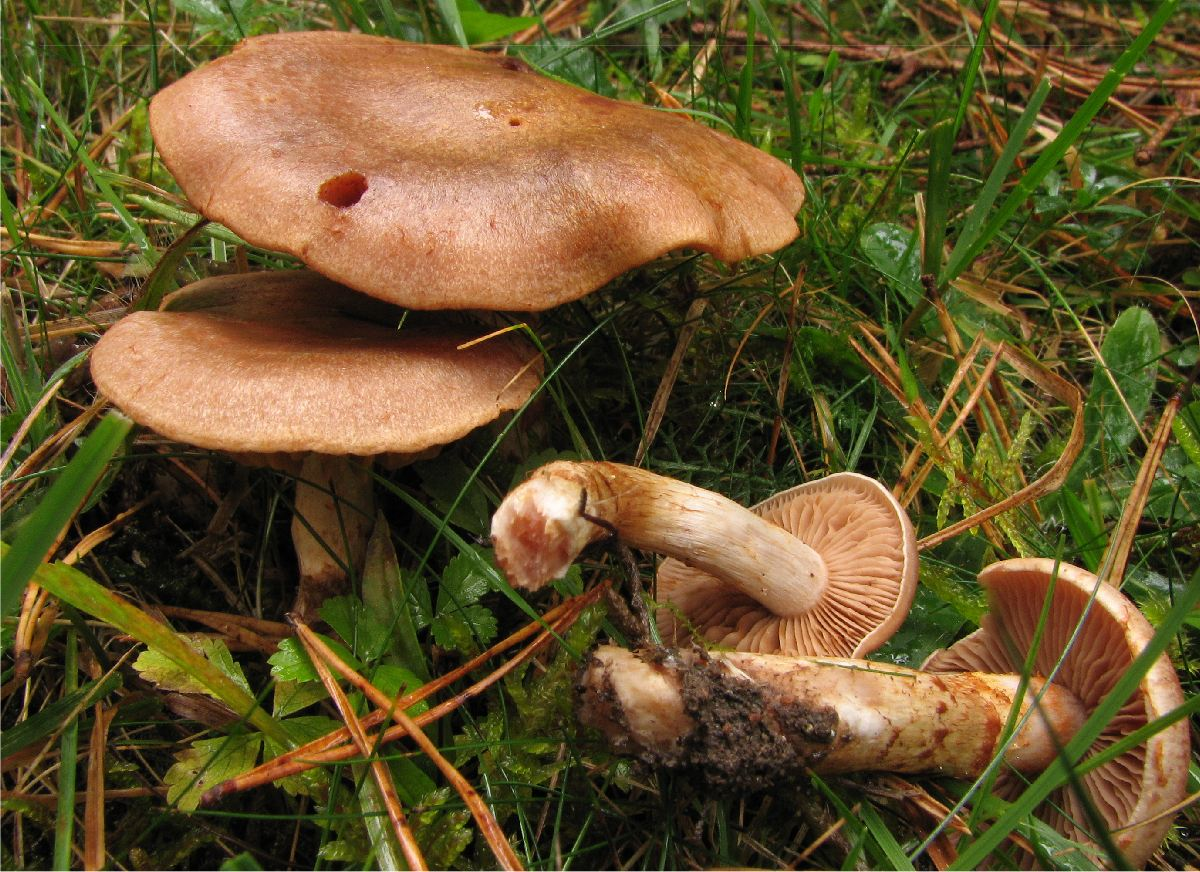
!Cortinarius spilomeus!
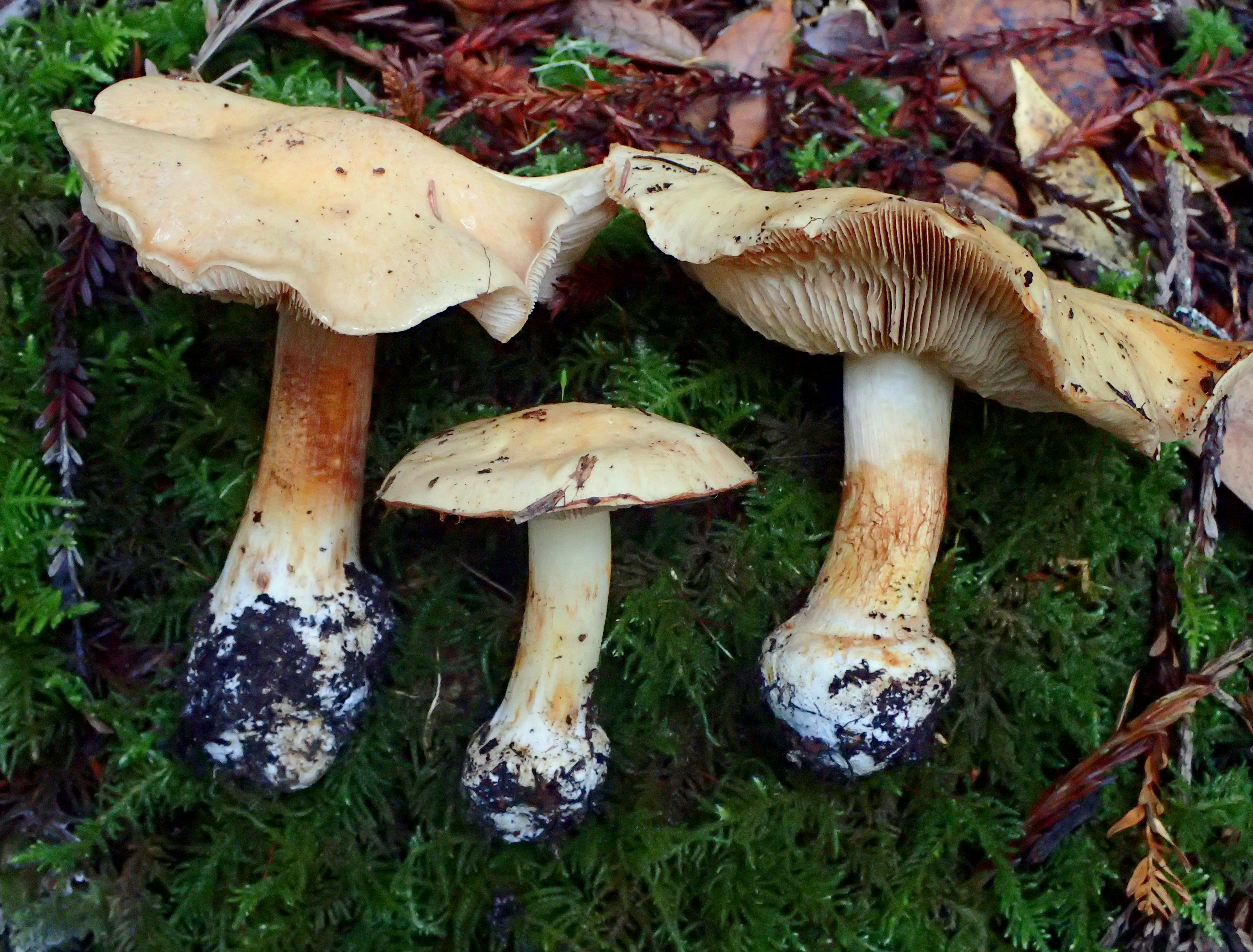
Cortinarius talus

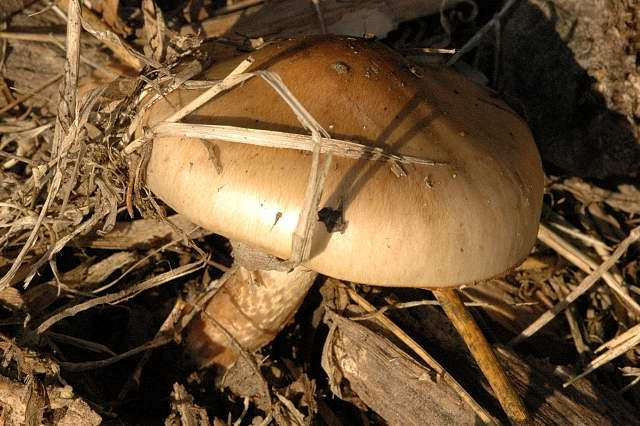
!Cortinarius turmalis!
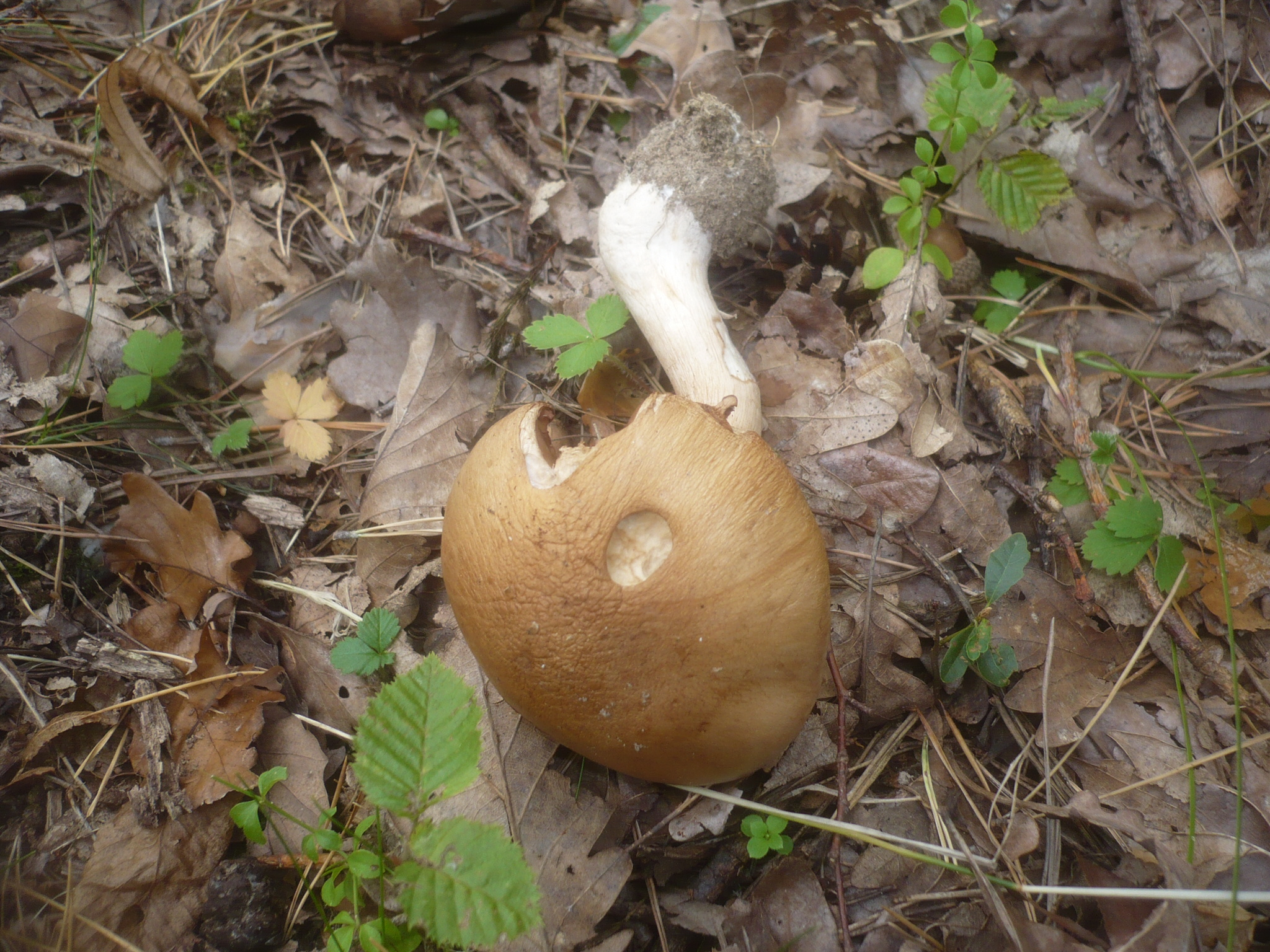
!Cortinarius variicolor!
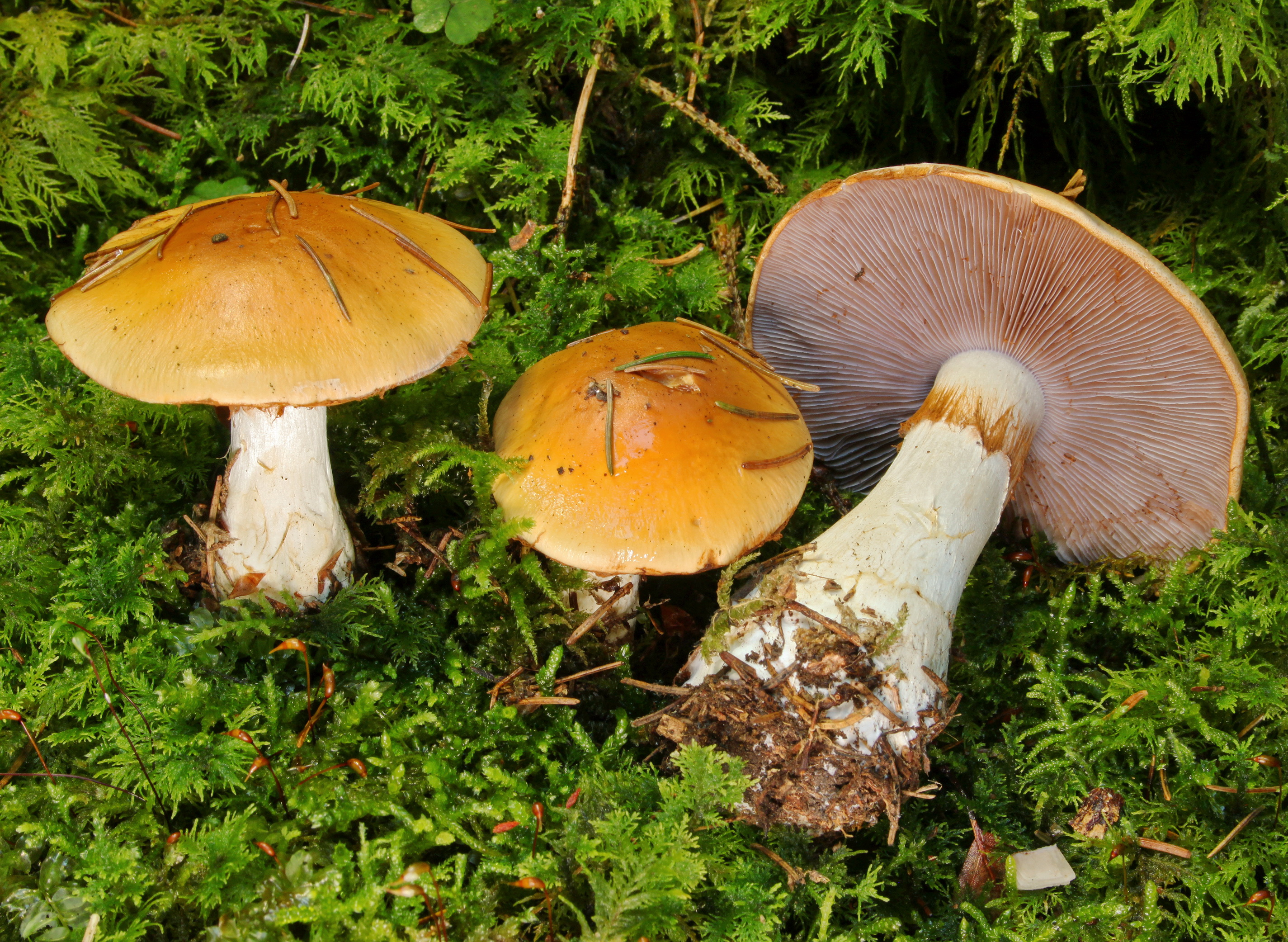
Cortinarius varius
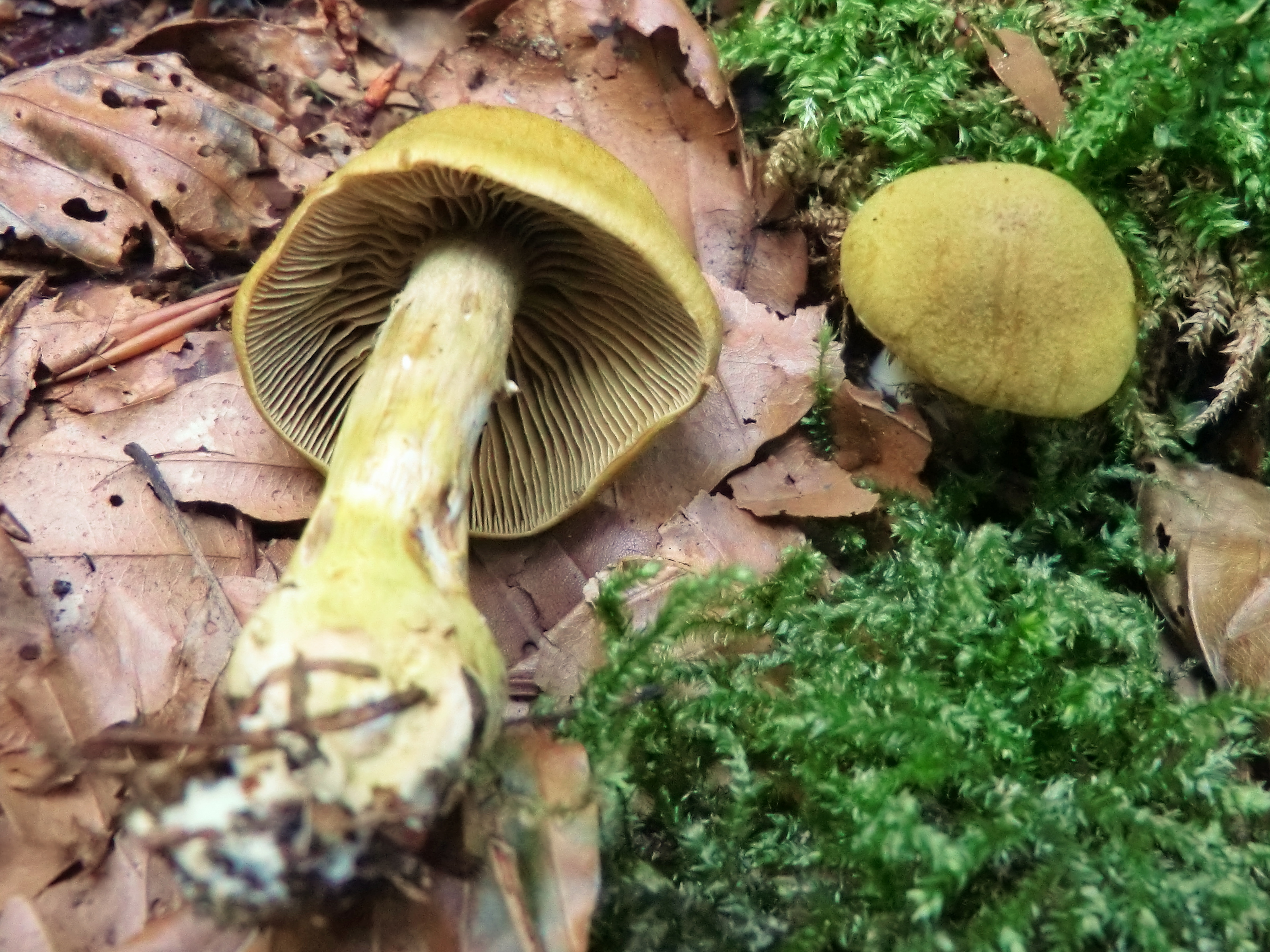
!!Cortinarius venetus!!
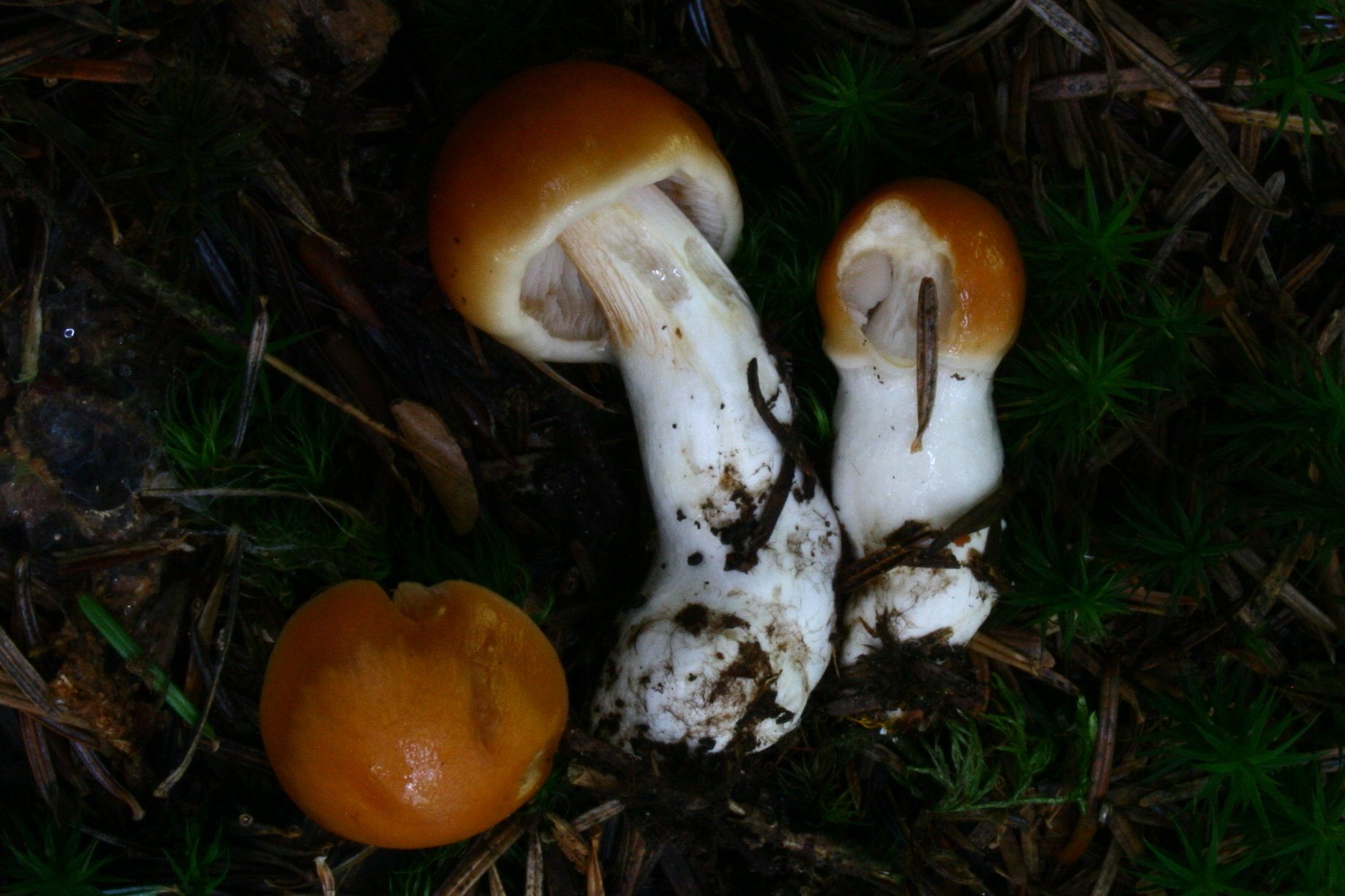
!Cortinarius vibratilis!
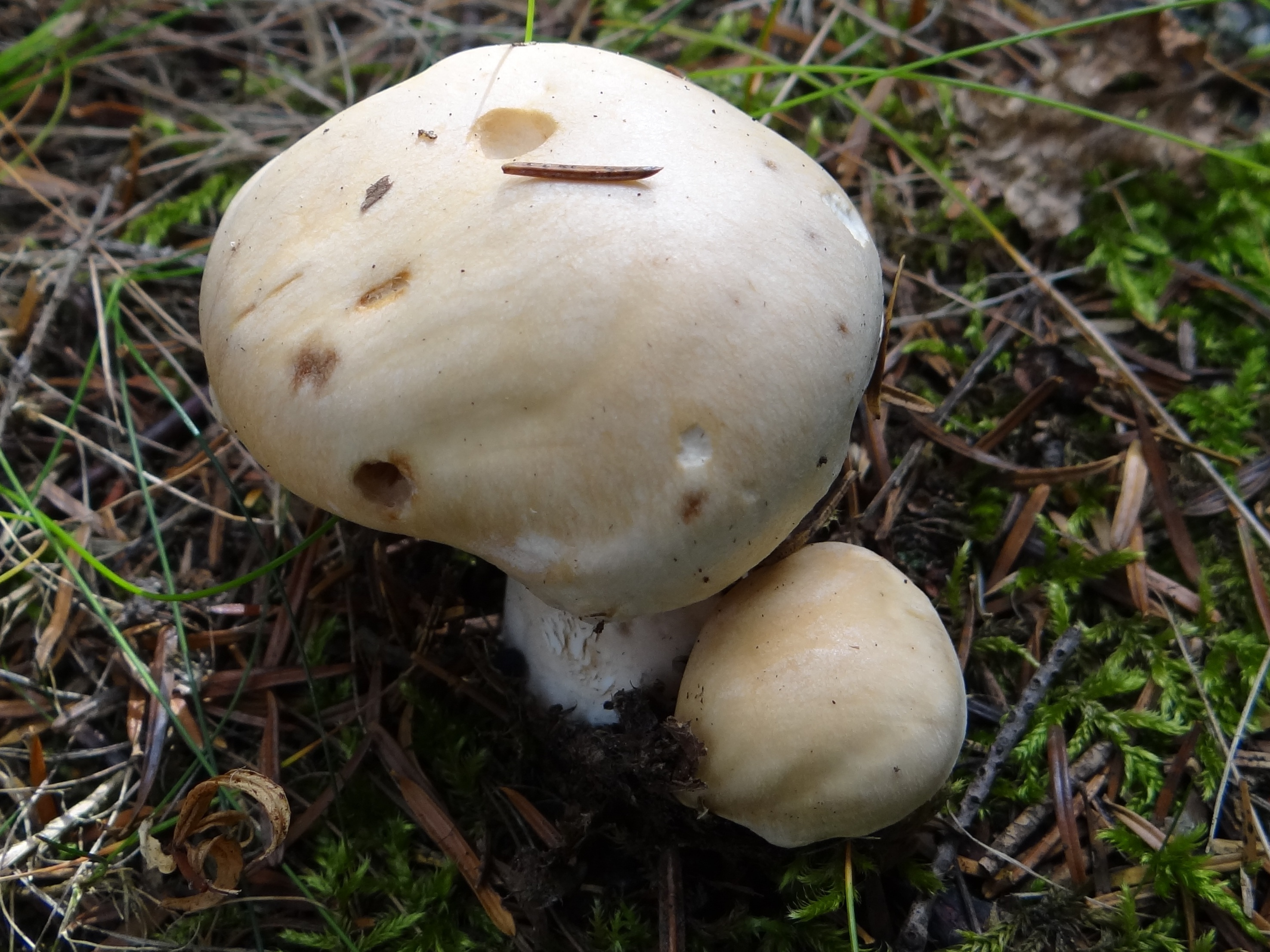
!Hebeloma edurum!

## Valorificare
Datorită gustului precum mirosului său slab precum al cărnii sale ferme, buretele se oferă ca adăugare la mâncăruri cu alte ciuperci, în primul rând cu hribii, dar este și predestinat pentru prepararea în legătură cu legume fine sau adăugat la jumări de ou, omletă precum sufleu, ori folosit pentru un foitaj cu șuncă respectiv într-o plăcintă (de exemplu „„în stilul reginei”, cu carne de vițel sau pui, sparanghel și mazăre), asemănător hreanului pădurii.